# Pouancé

Pouancé este o comună în departamentul Maine-et-Loire, Franța. În 2009 avea o populație de 3,140 de locuitori.